# Dicranum recurvatum
Dicranum recurvatum là một loài rêu trong họ Dicranaceae. Loài này được Schultz mô tả khoa học đầu tiên năm 1806.